# (200262) 1999 XO46
(200262) 1999 XO46 es un asteroide perteneciente al cinturón de asteroides, descubierto el 7 de diciembre de 1999 por el equipo del Lincoln Near-Earth Asteroid Research desde el Laboratorio Lincoln, Socorro, Nuevo México, Estados Unidos.

## Designación y nombre
Designado provisionalmente como 1999 XO46.

## Características orbitales
1999 XO46 está situado a una distancia media del Sol de 2,735 ua, pudiendo alejarse hasta 3,262 ua y acercarse hasta 2,207 ua. Su excentricidad es 0,192 y la inclinación orbital 15,99 grados. Emplea 1652,27 días en completar una órbita alrededor del Sol.

## Características físicas
La magnitud absoluta de 1999 XO46 es 15,6. Está asignado al tipo espectral.